# Salviamo il salvabile (album Edoardo Bennato)
Salviamo il salvabile è un album raccolta in tre CD del cantautore italiano Edoardo Bennato, pubblicato nel 2006.
Il titolo della raccolta riprende quello del brano omonimo, pubblicato come singolo nel 1974 ed incluso nell'album I buoni e i cattivi.
Tra il primo ed il secondo CD c'è un foglietto contenente la biografia di Bennato e molte descrizioni dei suoi album.
Questa raccolta è stata curata da Alessandro Colombini, molto amico di Edoardo e suo produttore per tutti gli anni settanta.

## Tracce

### Disco 1
1. Mm (strumentale)
2. Non farti cadere le braccia
3. Una settimana... un giorno...
4. Campi Flegrei
5. Detto tra noi
6. Un giorno credi
7. Rinnegato
8. Ma che bella città
9. La bandiera
10. Bravi ragazzi
11. In fila per tre
12. Tira a campare
13. Viva la guerra
14. Salviamo il salvabile

### Disco 2
1. Meno male che adesso non c'è Nerone
2. Venderò
3. Io che non sono l'imperatore
4. Ci sei riuscita
5. Signor censore
6. Cantautore (live)
7. Feste di piazza
8. Affacciati affacciati
9. La torre di Babele
10. Sei come un juke-box
11. Così non va, Veronica
12. È stata tua la colpa

### Disco 3
1. Mangiafuoco
2. La fata
3. In prigione, in prigione
4. Dotti, medici e sapienti
5. Tu grillo parlante
6. Il gatto e la volpe
7. Il rock di Capitan Uncino
8. Nel covo dei pirati
9. Dopo il liceo che potevo far
10. L'isola che non c'è
11. Sono solo canzonette
12. Ogni favola è un gioco
13. Viva la mamma
14. Le ragazze fanno grandi sogni
15. Cantautore (ma non è giusto)

Contemporaneamente, insieme all'edizione a 3 CD, viene pubblicata l'edizione economica composta da 1 CD (stessa copertina), che contiene "il meglio" dei 3 CD in 16 brani.

## Tracce versione 1 Cd
1. Non farti cadere le braccia
2. Un giorno credi
3. In fila per tre
4. Tira a campare
5. Signor Censore
6. Venderò
7. Cantautore (live)
8. Il gatto e la volpe
9. La fata
10. È stata tua la colpa
11. Sono solo canzonette
12. L'isola che non c'è
13. Il rock di Capitan Uncino
14. Ogni favola è un gioco
15. Viva la mamma
16. Le ragazze fanno grandi sogni

## Musicisti
- Edoardo Bennato - voce, chitarra, armonica, kazoo, tamburello
- Ellade Bandini - batteria
- Aldo Banfi - tastiera, sintetizzatore
- Lucio Bardi - chitarra
- Claudio Bazzari - chitarra
- Eugenio Bennato - fisarmonica, mandocello, mandolino
- Stefano Cerri - basso
- Roberto De Simone - pianoforte, tastiera
- Gigi De Rienzo - basso
- Paolo Donnarumma - basso
- Tony Esposito - percussioni
- Vince Tempera - pianoforte, tastiera
- Ernesto Vitolo - tastiera, pianoforte